# ميلوي (أرغوليس)
ميلوي (Μύλοι) هي مدينة في أرغوليس في مقاطعة كينتريكي إلادا في اليونان.
يبلغ عدد سكانها حوالي 830 نسمة.